# Porrittia galactodactyla
Porrittia galactodactyla là một loài bướm đêm thuộc họ Pterophoridae. Nó được tìm thấy ở hầu hết miền tây và miền trung châu Âu.
Sải cánh dài 20–25 mm. Con trưởng thành bay vào tháng 6 và tháng 7 ở Tây Âu.
Ấu trùng ăn Arctium lappa.